# Associazione Calcio Reggiana 1943-1944
Questa voce raccoglie le informazioni riguardanti l'Associazione Calcio Reggiana  nelle competizioni ufficiali della stagione 1943-1944.

## La stagione
Il territorio italiano vive gli orrori della guerra ed il passaggio del fronte sconvolge tutto, compreso il calcio. Questo è un campionato anomalo e si svolge per decisione del governo fascista repubblicano solo nei territori occupati dai nazi fascisti. Il calcio ufficiale è fermo e quindi non verrà omologato. La Reggiana è inserita nel campionato Alta Italia Emilia nel girone C con Carpi, Modena, Mantova e Centese. Tra gli altri giocano alcuni giocatori come Bruno Borri, Pier Luigi Alvigini e Aldo Zucchero che erano militari a Reggio Emilia, oltre ai vecchi Vivaldo Fornaciari e Arturo Benelli. Torna a Reggio anche Raggio Montanari.
La prima di campionato al Mirabello col Mantova si svolge il 13 febbraio, a un mese di distanza dal grande e cruento bombardamento che ha provocato 275 morti in città. Lo stadio è ovviamente deserto. Al turno successivo passano le prime due, alla fine la Reggiana dovrebbe presentarsi a Modena per lo spareggio con il Carpi valevole per il secondo posto essendo entrambe con 11 punti, ma preferisce non presentarsi. Il primo posto nel girone è del Modena con 14 punti.

## Divise
| Prima divisa |

## Rosa
| N. |                   | Ruolo | Calciatore          |
| -- | ----------------- | ----- | ------------------- |
|    | Italia (bandiera) | C     | Pier Luigi Alvigini |
|    | Italia (bandiera) | A     | Arturo Benelli      |
|    | Italia (bandiera) | D     | Carlo Benelli       |
|    | Italia (bandiera) | A     | Bruno Borri         |
|    | Italia (bandiera) | D     | Milo Campari        |
|    | Italia (bandiera) | D     | Giulio Colombi      |
|    | Italia (bandiera) | C     | Vivaldo Fornaciari  |

| N. |                   | Ruolo | Calciatore         |
| -- | ----------------- | ----- | ------------------ |
|    | Italia (bandiera) | A     | Giuseppe Marmiroli |
|    | Italia (bandiera) | C     | Raggio Montanari   |
|    | Italia (bandiera) | C     | Vivante Montanari  |
|    | Italia (bandiera) | P     | Gino Vasirani      |
|    | Italia (bandiera) | A     | Alcide Ivan Violi  |
|    | Italia (bandiera) | A     | Aldo Zucchero      |

## Girone C emiliano

### Girone di andata
| Arbitro: | Scorzoni (Bologna) |

|             |           |  |
| Bellini 40’ | Marcatori |  |

| Arbitro: | Bernardi (Bologna) |

|                                                         |           |                                            |
| Montanari 10’, 66’ Violi 13’, 75’ (rig.) A. Benelli 89’ | Marcatori | 36’ (aut.) Colombi 47’ Mantovani 83’ Faita |

| Arbitro: | Grattarola (Bologna) |

|              |           |                |
| Barbieri 86’ | Marcatori | 89’ Fornaciari |

| Arbitro: | Pancaldi (Bologna) |

|  |           |              |
|  | Marcatori | 65’ Zucchero |

| 5 marzo 1944 5ª giornata |  | – Riposo |  |  |

### Girone di ritorno
| Arbitro: | Bellè (Venezia) |

|  |           |              |
|  | Marcatori | 32’ Zironi I |

| Arbitro: | Poggipollini (Ferrara) |

|               |           |                                |
| Lazzarini 60’ | Marcatori | 21’ Marmiroli 57’ R. Montanari |

| Arbitro: | Mazzoni (Parma) |

|           |           |  |
| Marmiroli | Marcatori |  |

| Arbitro: | Colonna (Parma) |

|                                                 |           |                |
| Violi 28’ (rig.) Marmiroli 55’ R. Montanari 80’ | Marcatori | 20’, 67’ Pavan |

| 16 aprile 1944 10ª giornata |  | – Riposo |  |  |

### Spareggio per il 2º posto
| Modena 7 maggio 1944 Spareggio | Reggiana          | 0 – 2 A tav. | Carpi | Stadio di Via Fontanelli\| Arbitro: \| Zelocchi (Modena) \| |
| Arbitro:                       | Zelocchi (Modena) |              |       |                                                             |